# الخندق الشرقي
الخندق الشرقي قرية سورية تتبع ناحية مركز السقيلبية في منطقة السقيلبية في محافظة حماة. بلغ عدد سكانها 737 نسمة في عام 2004 حسب إحصاء المكتب المركزي للإحصاء.

## وصلات خارجية
- الوحدات الإدارية في محافظة حماة